# David Escudé Rodríguez
David Escudé Rodríguez (Barcelona, 18 d'abril de 1975) és un advocat i polític català del Partit dels Socialistes de Catalunya (PSC).
Es va llicenciar en Dret a la Universitat de Barcelona (UB).
President de l'agrupació socialista del districte de Sant Martí, va ser inclòs al número 12 de la llista de la candidatura del Partit dels Socialistes de Catalunya-Progrès Municipal (PSC-PM), encapçalada per Jordi Hereu per a les eleccions municipals de 2011 a Barcelona. La llista va obtenir 11 regidors, i Escudé es va convertir en regidor després de la renúncia de Rosa Regàs.
Inclòs dins de la llista del Partit dels Socialistes de Catalunya-Candidatura de Progrés per a les eleccions municipals de 2015 a Barcelona, encapçalada per Jaume Collboni, no va resultar electe regidor. No obstant això, durant el període de la corporació municipal 2015-2019, en el qual el PSC va formar part del govern d'Ada Colau, Escudé va exercir de comissionat d'esports. En les eleccions municipals de 2019, va estar de nou inclòs, en el número 5, ala llista del PSC, i va ser elegit regidor. En les eleccions municipals de 2023 va ocupar de nou el 5è lloc en la llista del PSC i va ser nomenat regidor d'Esports i regidor del Districte de Les Corts.